# Fonsecaiulus gaudialis
Fonsecaiulus gaudialis är en insektsart som beskrevs av Young 1977. Fonsecaiulus gaudialis ingår i släktet Fonsecaiulus och familjen dvärgstritar. Inga underarter finns listade i Catalogue of Life.